# Amalopota uhleri
Amalopota uhleri är en insektsart som beskrevs av Van Duzee 1889. Amalopota uhleri ingår i släktet Amalopota och familjen Derbidae. Inga underarter finns listade i Catalogue of Life.